# الماس لوح بزرگ

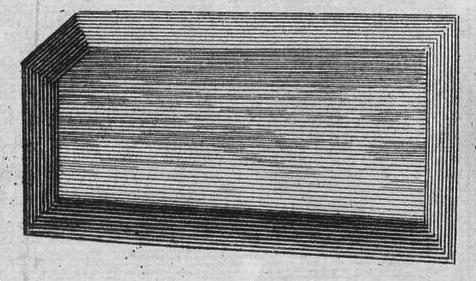
طرح الماس لوح بزرگ از تاورنیه در سال ۱۶۷۶

الماس لوح بزرگ یک الماس صورتی بزرگ بود که بخشی از جواهرات سلطنتی شاه‌جهان امپراتور گورکانی هند بود. ژان باتیست تاورنیه جواهرشناس فرانسوی این الماس را در کتاب خود در سال ۱۶۴۲ توصیف کرده و نام لوح بزرگ را به آن داده‌است.
این الماس توسط نادرشاه افشار پس از حمله به هند تصاحب و پس از قتل او ناپدید شد. در سال ۱۹۶۵ تیمی کانادایی از موزه سلطنتی اونتاریو که پژوهشی بر روی جواهرات ملی ایران را هدایت می‌کردند به این نتیجه رسیدند که دو الماس دریای نور (قطعه بزرگ‌تر) و نورالعین (کوچک‌تر) ممکن است بخشی از الماس لوح بزرگ باشند که پس از تراش به این دو الماس تبدیل شده‌اند.